# فيليكس فايفر
فيليكس فايفر (بالألمانية: Felix Pfeifer)‏ هو نحات ألماني، ولد في 9 نوفمبر 1871 في لايبزيغ في ألمانيا، وتوفي بنفس المكان في 5 مارس 1945.